# 클리프튼 존스
클리프튼 존스(Clifton Jones, 1937년 7월 26일 ~ 2025년 6월 4일)는 자메이카의 배우, 영화배우, 텔레비전 배우이다.
세인트앤드루 교구에서 태어났다.

## 영화
- 차이나 문 (1991년)
- 스타 트렉 - 넥스트 제너레이션 TV 시리즈 (1987년)
- 골드 시나 (1984년)
- 아이크 (1979년)
- 워터쉽 다운의 토끼들 (1978년)
- 우주대모험 1999 (1975년)
- 원 플러스 원 (1968년)
- 비밀첩보원 (1964년)
- VIP (1963년)
- Z 카스 (1962년)